# 王の二つの身体
『王の二つの身体』 (英語: The King's Two Bodies)は、1957年に刊行されたエルンスト・カントロヴィチによる政治思想史の研究書。「中世政治神学研究」との副題がついている。
カントロヴィチの研究によれば、ヨーロッパの王は自然的身体 (body natural) と政治的身体 (body politic) という二つの身体を持っている。自然的身体は死すべき身体であって、偶然や不確実性、生物的な虚弱性の脅威に脅かされる。
一方、政治的身体は見ることも触れることもできない身体である。それは政策と政府から成り、人々を導き、公共の福利を進める身体である。この身体は自然的身体の欠陥や弱点を免れている。自然的身体は政治的身体を具現化する。
カントロヴィチは本書の中で、ヨーロッパの王の二つの身体が統一されており、王が生きている限りは分離されることがないという神学的思考を歴史的に辿ってみせる。この神学的思考はキリストの受肉が下地となり、清教徒革命、ひいては民主主義の精神の母胎となったという。

## 日本語訳
- 小林公訳 『王の二つの身体 中世政治神学研究』
  - 平凡社、1992年
    - ISBN 978-4582472523

  - 筑摩書房〈ちくま学芸文庫〉 上・下、2003年、復刊2023年。文庫改訂版
    - 上：ISBN 978-4480087645
    - 下：ISBN 978-4480087652